# Прудковское сельское поселение (Починковский район)
Прудко́вское се́льское поселе́ние — муниципальное образование в составе Починковского района Смоленской области России.
Административный центр — деревня Прудки.

## Географические данные
- Расположение: центральная часть Починковского района
- Граничит:
  - на севере— с Мурыгинским сельским поселением
  - на северо-востоке — с Переснянским сельским поселением
  - на востоке и юго-востоке — с Ленинским сельским поселением и Починковским городским поселением
  - на юге — с Даньковским сельским поселением
  - на западе — с Княжинским сельское поселением
- По территории поселения проходит автодорога А141 Орёл — Витебск.
- По территории поселения проходит железная дорога Рига — Орёл, станций нет.
- Крупная река: Хмара.

## История
Образовано Законом Смоленской области от 28 декабря 2004 года. Законом Смоленской области от 20 декабря 2018 года в Прудковское сельское поселение к 1 января 2019 года были включены все населённые пункты упразднённого Княжинского сельского поселения.

## Население
| 2007  | 2011  | 2012  | 2013  | 2014  | 2015  | 2016  |
| ----- | ----- | ----- | ----- | ----- | ----- | ----- |
| 2966  | ↘2620 | ↗2626 | ↘2623 | ↗2635 | ↗2700 | ↗2768 |
| 2017  | 2018  | 2018  | 2019  | 2020  | 2021  |       |
| ↘2741 | ↘2670 | →2670 | ↘2574 | ↗3362 | ↘2612 |       |

## Населённые пункты
На территории поселения находятся 26 населённых пунктов (до 2024 года - 28):
| №  | Населённый пункт | Тип     | Население |
| -- | ---------------- | ------- | --------- |
| 1  | Акулинки         | деревня | 25        |
| 2  | Асташково        | деревня | 4         |
| 3  | Болваничи        | деревня | 14        |
| 4  | Бояды            | деревня | 492       |
| 5  | Васильево        | деревня | 0         |
| 6  | Вердихово        | деревня | 0         |
| 7  | Горяны           | деревня | 164       |
| 8  | Дивинка          | деревня | 5         |
| 9  | Захаринка        | деревня | 8         |
| 10 | Клины            | деревня | 0         |
| 11 | Княжое           | деревня | 293       |
| 12 | Кошелево         | деревня | 14        |
| 13 | Малая Тростянка  | деревня | 5         |
| 14 | Мокрядино        | деревня | 48        |
| 15 | Молуки           | деревня | 21        |
| 16 | Морозово         | деревня | 0         |
| 17 | Пивовка          | деревня | 153       |
| 18 | Плоское          | деревня | 1111      |
| 19 | Прилепово        | деревня | 233       |
| 20 | Прихморье        | деревня | 36        |
| 21 | Проверженка      | деревня | 42        |
| 22 | Прудки           | деревня | 199       |
| 23 | Светлое          | деревня | 3         |
| 24 | Тростянка        | деревня | 133       |
| 25 | Федорово         | деревня | 27        |
| 26 | Юры              | деревня | 36        |

### Упразднённые населённые пункты
- деревня Матвеево (2009 год[14])
- деревни Прудки-1 и Прудки-2 в 2024 году включены в черту деревни Прудки [15][16]

## Местное самоуправление
Главой поселения и Главой администрации является Иванченко Николай Петрович.

## Экономика
Сельхозпредприятия.